# Henry FitzAlan, XIX conte di Arundel

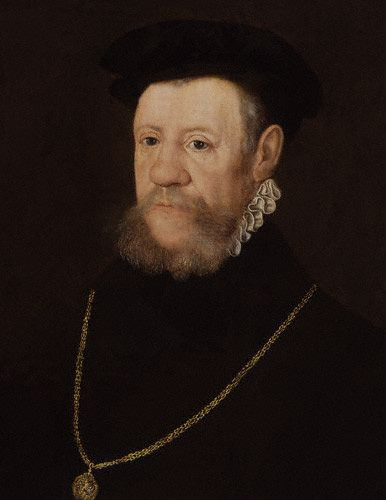
Henry FitzAlan

Henry FitzAlan (Arundel, 23 aprile 1512 – 24 febbraio 1580) è stato un nobile inglese.

## Biografia
Era figlio di William FitzAlan, XVIII conte di Arundel e della seconda moglie Anne Percy, figlia di Henry Percy, IV conte di Northumberland. Venne chiamato Henry in onore del re Enrico VIII d'Inghilterra che funse da padrino al battesimo.
A 15 anni divenne paggio alla corte del re e quando fu dichiarato maggiorenne nel 1533 sedette in parlamento come Lord Maltravers, titolo sussidiario di suo padre. Partecipò inoltre al processo contro Anna Bolena e George Boleyn nel maggio del  1536.
Nel 1540 venne nominato deputy di Calais, dove rimase fino alla morte del padre nel 1544. Ritorno quindi in Inghilterra per assumere il titolo di conte di Arundel e venne creato anche cavaliere dell'ordine della giarrettiera.
La guerra scoppiata con la Francia lo fece tornare nel continente dove spese gran parte del 1544. Di ritorno nella terra natale, venne fatto dal re Lord ciambellano.
Dopo la morte di Enrico nel 1547, FitzAlan Lord High Constable all'incoronazione di Edoardo VI d'Inghilterra. Continuò ad essere Lord ciambellano ed in aggiunta, per volontà testamentaria di Enrico, fu designato tra i dodici consiglieri reggenti. Sotto il governo dello zio del re, il Lord protettore Edward Seymour, I duca di Somerset, l'influenza di Arundel diminuì e divenne presto un sostenitore della rimozione di Somerset, che agiva ormai come fosse il nuovo re.
Somerset fu deposto e spedito alla Torre nell'ottobre del 1549, mentre Arundel, Thomas Wriothesley, I conte di Southampton e John Dudley, I duca di Northumberland tra i leader del nuovo gruppo di governo.
Nel 1550 Warwick rimosse Arundel e Southampton, che erano molto religiosi, dal loro incarico.
Arundel fu messo agli arresti domiciliari con l'accusa di peculato. Dopo pochi mesi le accuse su di lui caddero ma l'esperienza maturata lo spinse ad allearsi con il duca di Somerset, che era stato rilasciato dalla Torre e riammesso nel consiglio privato. Quando Somerset fu di nuovo arrestato nel 1551, Arundel fu implicato nei suoi complotti e venne imprigionato per un anno. Successivamente ricevette il perdono e ritornò al suo posto nel consiglio nel maggio del 1553.
La salute cagionevole del giovane re stava aggravandosi e il 21 giugno 1553 Arundel fu tra coloro che firmarono le volontà di Edoardo di conferire la successione a Lady Jane Grey. Tuttavia, dopo la morte del re e la partenza di Northumberland, Arundel e William Herbert, I conte di Pembroke si adoperarono per la proclamazione di Maria Tudor a regina il 19 luglio 1553. Preso il gran sigillo e la lettera di sottomissione del consiglio, Arundel cavalcò fino a Framlingham, dove si trovava la principessa.
All'incoronazione di Maria, Arundel fu per la seconda volta High Constable e venne poi nominato Lord Steward della casa reale. Presso la corte reale svolse diversi ruoli tra cui quello di ricevere Filippo di Spagna a Southampton.
Sebbene Elisabetta I, succeduta alla sorella, non riponesse fiducia in lui, Arundel ebbe diversi incarichi ed un ruolo di primo piano anche sotto il suo regno. E ricoprì il più alto rango anche all'incoronazione dell'ultima Tudor.
Arundel prese parte ad alcune tra le molte cospirazioni che vennero organizzate durante il regno di Elisabetta. A causa di tali accuse, fu più volte messo agli arresti domiciliari e perse titoli e proprietà.
Morì nel 1580.
Le carrozze vennero introdotte in Inghilterra dalla Francia da FitzAlan che le usava assiduamente per viaggiare sul continente.
Henry FitzAlan si fece ritrarre da diversi artisti. Di lui rimangono in particolare due opere, una di Hans Holbein e un'altra di  Hans Ewort.

### Famiglia
FitzAlan sposò la prima volta Katherine Grey, figlia di Thomas Grey, II marchese di Dorset e di Margaret Wotton. Da lei ebbe tre figli:
- Henry FitzAlan (1538–1556), Lord Maltravers;
- Jane FitzAlan (1537–1578), che sposò John Lumley, I barone Lumley;
- Mary FitzAlan (1541–1557), che sposò Thomas Howard, IV duca di Norfolk.

In seconde nozze sposò la cortigiana Mary, figlia di Sir John Arundell e vedova di Robert Radcliffe, I conte di Sussex.

## Ascendenza
|                                          |                                          |                                         | Genitori                                    |  |  | Nonni |  |  | Bisnonni                               |  |  | Trisnonni                            |  |
|                                          |                                          |                                         |                                             |  |  |       |  |  | William FitzAlan, XVI conte di Arundel |  |  | John FitzAlan, XIII conte di Arundel |  |
|                                          |                                          |                                         |                                             |  |  |       |  |  | William FitzAlan, XVI conte di Arundel |  |  | John FitzAlan, XIII conte di Arundel |  |
|                                          |                                          | Eleanor Berkeley                        |                                             |  |  |       |  |  | William FitzAlan, XVI conte di Arundel |  |  |                                      |  |
| Thomas FitzAlan, XVII conte di Arundel   |                                          |                                         |                                             |  |  |       |  |  | William FitzAlan, XVI conte di Arundel |  |  |                                      |  |
|                                          |                                          | Joan Neville                            | Richard Neville, V conte di Salisbury       |  |  |       |  |  |                                        |  |  |                                      |  |
|                                          |                                          | Joan Neville                            | Richard Neville, V conte di Salisbury       |  |  |       |  |  |                                        |  |  |                                      |  |
|                                          |                                          | Joan Neville                            | Alice Montacute                             |  |  |       |  |  |                                        |  |  |                                      |  |
| William FitzAlan, XVIII conte di Arundel |                                          | Joan Neville                            |                                             |  |  |       |  |  |                                        |  |  |                                      |  |
|                                          |                                          | Richard Woodville, I conte di Rivers    | Richard Wydeville                           |  |  |       |  |  |                                        |  |  |                                      |  |
|                                          |                                          | Richard Woodville, I conte di Rivers    | Richard Wydeville                           |  |  |       |  |  |                                        |  |  |                                      |  |
|                                          |                                          | Richard Woodville, I conte di Rivers    | Joan Bedlisgate                             |  |  |       |  |  |                                        |  |  |                                      |  |
| Margaret Woodville                       |                                          | Richard Woodville, I conte di Rivers    |                                             |  |  |       |  |  |                                        |  |  |                                      |  |
|                                          |                                          | Jacquette di Lussemburgo-Saint-Pol      | Pierre I di Lussemburgo, conte di Saint-Pol |  |  |       |  |  |                                        |  |  |                                      |  |
|                                          |                                          | Jacquette di Lussemburgo-Saint-Pol      | Pierre I di Lussemburgo, conte di Saint-Pol |  |  |       |  |  |                                        |  |  |                                      |  |
|                                          |                                          | Jacquette di Lussemburgo-Saint-Pol      | Margherita del Balzo                        |  |  |       |  |  |                                        |  |  |                                      |  |
| Henry FitzAlan, XIX conte di Arundel     |                                          | Jacquette di Lussemburgo-Saint-Pol      |                                             |  |  |       |  |  |                                        |  |  |                                      |  |
|                                          | Henry Percy, III conte di Northumberland | Henry Percy, II conte di Northumberland |                                             |  |  |       |  |  |                                        |  |  |                                      |  |
|                                          | Henry Percy, III conte di Northumberland | Henry Percy, II conte di Northumberland |                                             |  |  |       |  |  |                                        |  |  |                                      |  |
|                                          | Henry Percy, III conte di Northumberland | Eleanor Neville                         |                                             |  |  |       |  |  |                                        |  |  |                                      |  |
| Henry Percy, IV conte di Northumberland  | Henry Percy, III conte di Northumberland |                                         |                                             |  |  |       |  |  |                                        |  |  |                                      |  |
|                                          |                                          | Eleanor de Poynings                     | Richard de Poynings                         |  |  |       |  |  |                                        |  |  |                                      |  |
|                                          |                                          | Eleanor de Poynings                     | Richard de Poynings                         |  |  |       |  |  |                                        |  |  |                                      |  |
|                                          |                                          | Eleanor de Poynings                     | Joan Seamer                                 |  |  |       |  |  |                                        |  |  |                                      |  |
| Anne Percy                               |                                          | Eleanor de Poynings                     |                                             |  |  |       |  |  |                                        |  |  |                                      |  |
|                                          |                                          | William Herbert, I conte di Pembroke    | William ap Thomas                           |  |  |       |  |  |                                        |  |  |                                      |  |
|                                          |                                          | William Herbert, I conte di Pembroke    | William ap Thomas                           |  |  |       |  |  |                                        |  |  |                                      |  |
|                                          |                                          | William Herbert, I conte di Pembroke    | Gwladys ferch Dafydd Gam                    |  |  |       |  |  |                                        |  |  |                                      |  |
| Maud Herbert                             |                                          | William Herbert, I conte di Pembroke    |                                             |  |  |       |  |  |                                        |  |  |                                      |  |
|                                          |                                          | Anne Devereux                           | Walter Devereux                             |  |  |       |  |  |                                        |  |  |                                      |  |
|                                          |                                          | Anne Devereux                           | Walter Devereux                             |  |  |       |  |  |                                        |  |  |                                      |  |
|                                          |                                          | Anne Devereux                           | Elizabeth Merbury                           |  |  |       |  |  |                                        |  |  |                                      |  |
|                                          |                                          | Anne Devereux                           |                                             |  |  |       |  |  |                                        |  |  |                                      |  |